# Neues Lusthaus Berlin

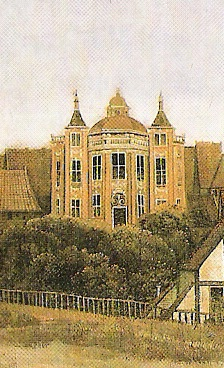
Ansicht des Neuen Lusthauses im kurfürstlichen Lustgarten zu Berlin-Cölln, vorn angeschnitten der Fachwerkbau des Gießhauses.
Ausschnitt aus einer Berlin-Ansicht von Jan Ruijscher.

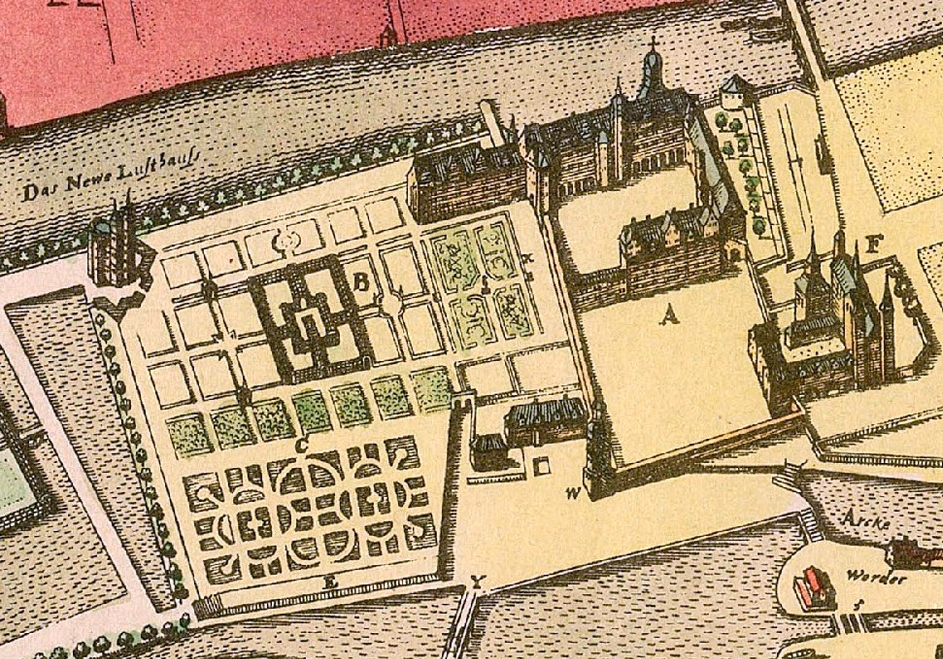
Das neue Lusthaus (links oben) im Berlin-Plan von Johann Gregor Memhardt von 1652

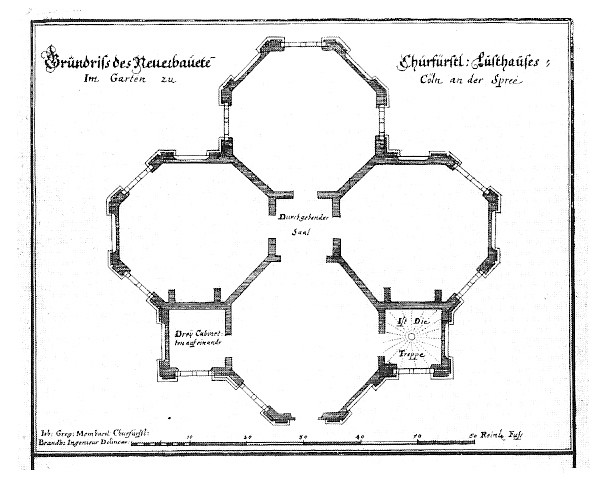
Das von Johann Gregor Memhardt entworfene Neue Lusthaus bestand aus oktogonalen Räumen

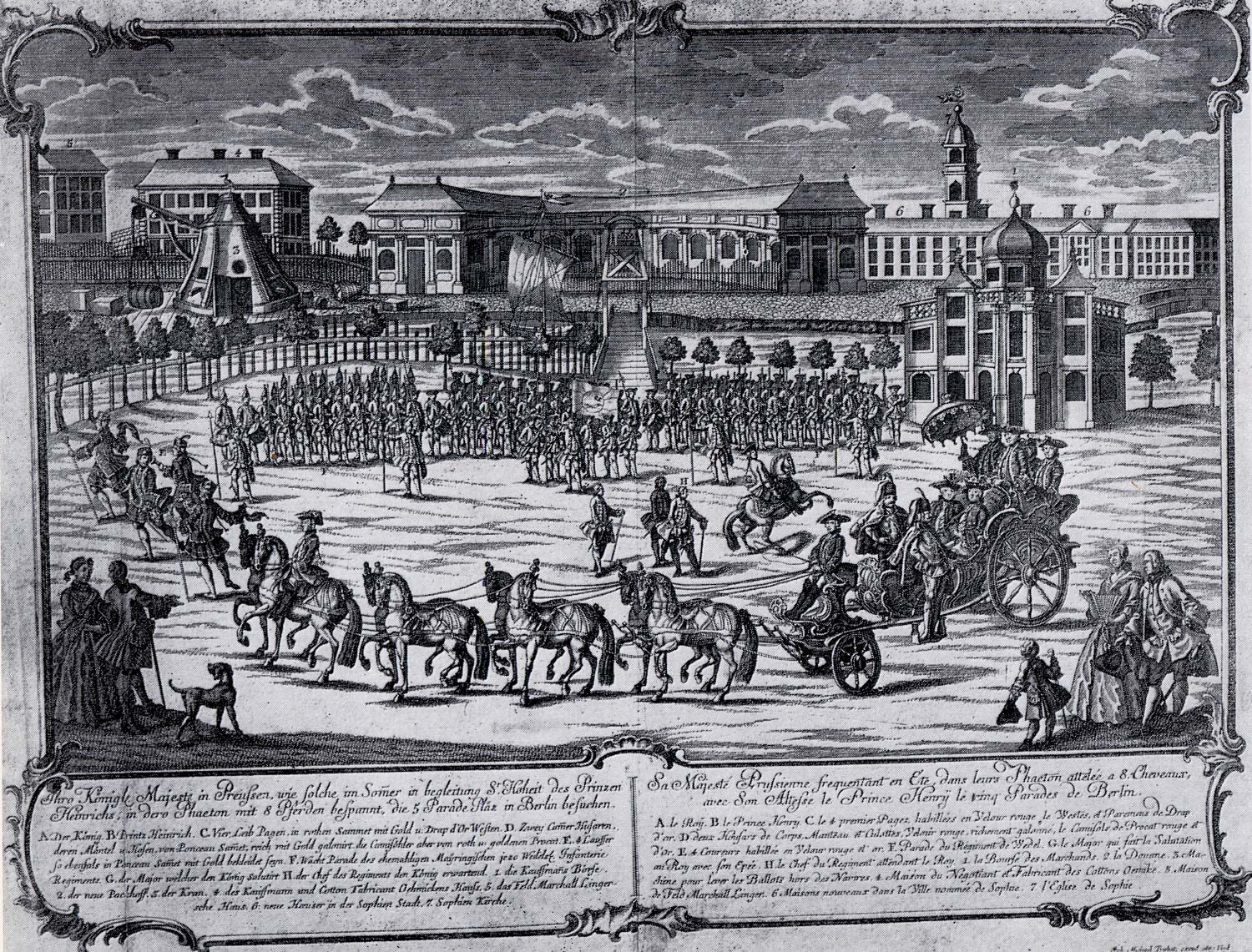
Blick auf die Sommerparade im Berliner Lustgarten: rechts das neue Lusthaus, das zu dieser Zeit bereits als Börse diente, in der Mitte der „neue Packhof“ (vormals: Orangerie-Haus).
Kupferstich von Joh. Michael Probst von 1750.

Das Neue Lusthaus wurde um 1650 im Lustgarten des Berliner kurfürstlichen (später königlichen) Schlosses errichtet. Die höfische Gesellschaft nutzte es als Raum für Empfänge und gesellschaftliche Veranstaltungen sowie für Festlichkeiten, Festmähler oder Tanzveranstaltungen. Von 1739 an diente es als Haus der Berliner Börse. 1798 wurde das neue Lusthaus abgerissen und durch ein neues Börsengebäude ersetzt.

## Baugeschichte und Ausstattung
Im kurfürstlichen Schlossgarten bestand bereits zur Zeit des Dreißigjährigen Krieges ein älteres Lusthaus, das baufällig wurde und einfiel. Das „neue Lusthaus“ im Berliner Schlossgarten („Lustgarten“) wurde um 1650 von Johann Gregor Memhardt im Auftrag des Großen Kurfürsten im holländischen Stil errichtet. Zugleich wurde der Lustgarten um diese Zeit mit einem Neptunbrunnen ausgestattet.
Das Neue Lusthaus bestand aus zwei Stockwerken mit je vier großen achteckigen Sälen. Es verfügte außerdem über eine Dachterrasse, auf der sich ein Kuppelbau befand. In der Mitte der vier achteckigen Säle befand sich jeweils eine quadratische Halle, von der aus die Säle zugänglich waren. Zwei weitere quadratische Räume umgaben den Eingang, der an der Gartenseite lag. In dem rechts des Eingangs gelegenen quadratischen Raum war eine Wendeltreppe untergebracht, die in die oberen Stockwerke und zur Dachterrasse hinaufführte. Eine zeitgenössische Berlin-Ansicht, die dem niederländischen Maler Jan Ruijscher zugeschrieben wird, zeigt, dass die Fassade des Neuen Lusthauses in einem dezenten Orange angestrichen war, von dem sich die weiß bemalten Fenster dekorativ abhoben.
Im Obergeschoss des Gebäudes befand sich ein „geschmückter Speiseraum“. Von der darüber befindlichen mit Kupfer belegten Dachterrasse hatte man nach allen Seiten einen weiten Blick.

## Die Grotte
Das Erdgeschoss war als eine künstliche Grotte gestaltet, mit einer Sammlung von Muscheln, Korallen, allerlei Steinen und merkwürdigen Naturalien als Schmuck der Decke und Wände. Das Gebäude wurde deshalb auch „die Grotte“ genannt.
Der Aufenthalt in der Grotte bot dem Besucher ein alle Sinne ansprechendes Gesamterlebnis. Die Grotte zeigte „an der inneren Seite den brandenburgischen Adler, der in Grottenmosaik aus Seemuscheln so geschickt hergestellt ist, daß die gewünschten Farben wie gemalt dargestellt sind“. Des Weiteren waren „Mohren“ und „Satyrn“ aus Muscheln an den Wänden zu sehen. Durch ein künstlich beblasbares Röhrensystem wurde das Flöten von Vögeln imitiert. Durch versteckte Röhren in der Decke ließ sich ein künstlicher Sprühregen erzeugen, mit dem ahnungslose Besucher überrascht werden konnten. Elsholtz beschreibt die Wirkung eines Besuchs in der Lusthaus-Grotte wie folgt:

„So werden hier Augen und Ohren erfreut, auch die Gefühlsnerven angesprochen. Wenn du durch einen plötzlichen Regenschauer deinen Leib zu übersprühen lassen wünschst, sage es nur dem Aufseher, und du kannst einen richtigen künstlichen Regen haben, der auf dein Haupt von allen Seiten einströmt, wenn du dich ihm nicht schnell entziehst.“

## Grottenmeister
Für die Grotte wurden „Grottenmeister“ oder „Grottierer“ benötigt, die die Anlage auszugestalten und zu unterhalten hatten. Als Spezialisten bezogen sie hohe Gehälter. Der erste Grottenmeister des Neuen Lusthauses war David Psolimar, der schon unter Kurfürst Georg Wilhelm kurfürstlicher Wachsbossierer gewesen war und nun vom Großen Kurfürsten 1650 als Grottenmeister mit 368 Talern Jahresgehalt angestellt wurde. Ihm folgte 1660 Johann Baratta und 1687 dessen Bruder Franz. Johann Damnitz, der schon seit 1680 für die Springbrunnen und Wasserkünste verantwortlich war, wurde 1700 auch Grottenmeister. Er erhielt 550 Taler Gehalt und später noch 250 Taler mehr, ein sehr hohes Gehalt. In dieser Stellung folgte ihm 1706 der Königliche Grottierer Just Jakob Scheid und 1709 H. S. Schulze. Mit der Auflösung des Lustgartens 1715 entfiel auch das Amt des Grottenmeisters.

## Tapetenmanufaktur, Börse und Bildhauerwerkstatt

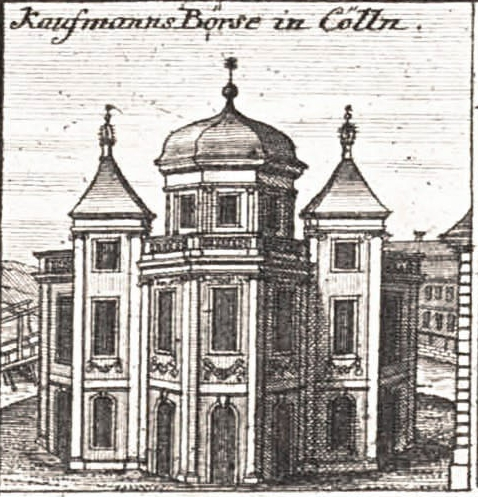
Das als Börse genutzte Lusthaus; Beibild zum Berlin-Stadtplan von Johann David Schleuen von 1757

Im Rahmen seiner Bemühungen, den Raum des Lustgartens praktischer zu nutzen, ließ der Soldatenkönig Friedrich Wilhelm I. nach 1713 den kunstvollen Garten, den sein Großvater, der Große Kurfürst, und sein Vater König Friedrich I. angelegt hatten, in einen sandigen Exerzierplatz (Paradeplatz) verwandeln. Das Neue Lusthaus, in dem früher galante Festlichkeiten stattgefunden hatten, überließ er einem französischen Unternehmer für die Einrichtung einer Tapetenmanufaktur. 1720 wurde neben der Tapetenmanufaktur ein Waschhaus errichtet, in dem die königliche Leibwäsche gewaschen wurde.
Mit Kabinettserlass vom 27. März 1738 übertrug König Friedrich Wilhelm I. der Berliner Kaufmannschaft, die ihn immer wieder um ein passendes Grundstück gebeten hatte, schließlich das Neue Lusthaus für ihre Börsengeschäfte. Die erste Börsensitzung fand im Obergeschoss des Lusthauses am 25. Februar 1739 statt. Im als Grotte ausgebauten Erdgeschoss des Gebäudes wurde 1747 eine Werkstatt für die königlichen Bildhauer eingerichtet. Ab 1775 nutzte der neu angestellte Hofbildhauer Jean Pierre Antoine Tassaert das Atelier.

## Abriss und Neubau eines Börsengebäudes
1798 wurde das „neue Lusthaus“, das inzwischen baufällig geworden war, zugunsten eines Neubaus für die Börse, der an derselben Stelle errichtet wurde, abgerissen.